# Calculista mental

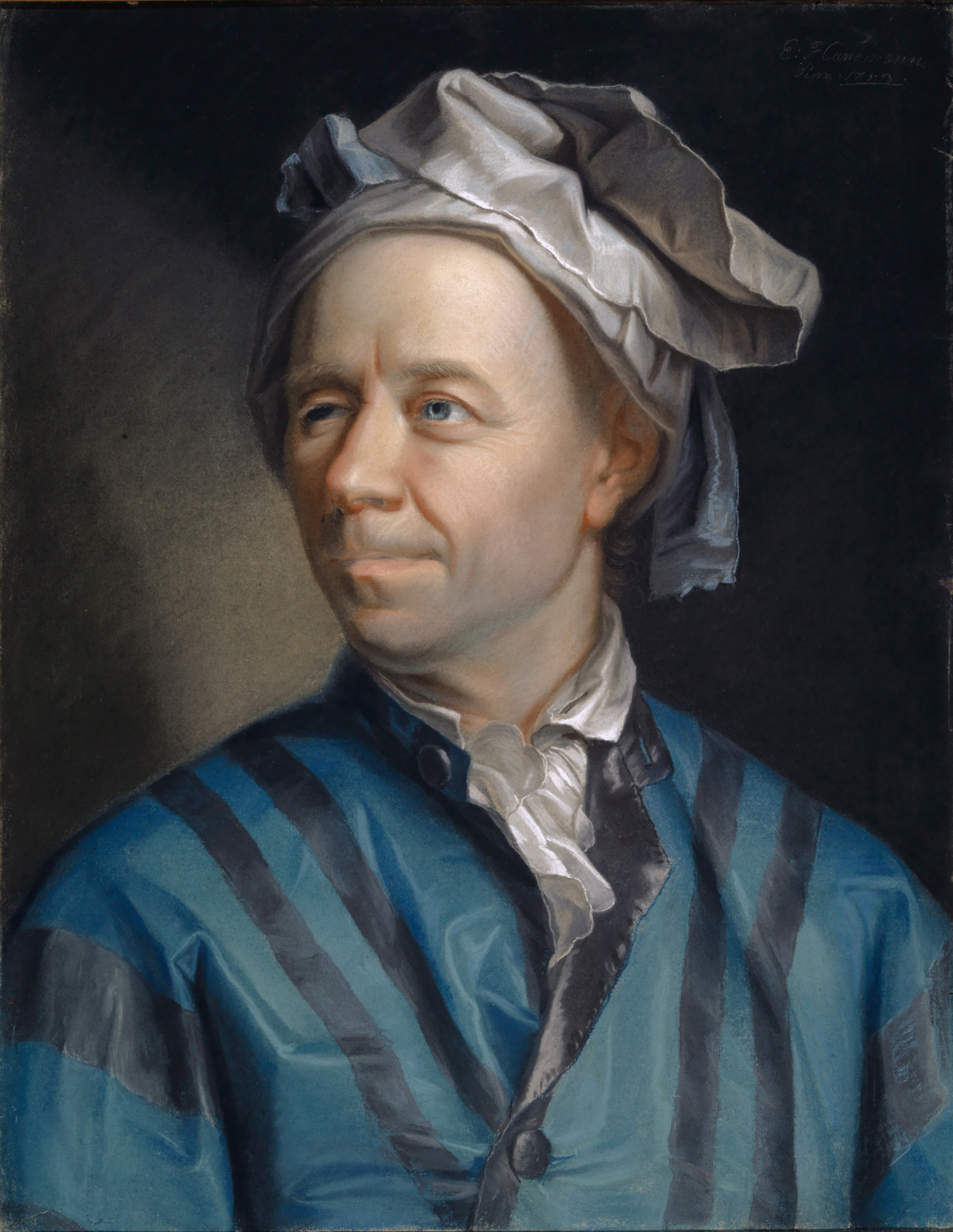
Leonhard Euler fue un destacado calculista. Por ejemplo, descubrió que 635.318.657 es el más pequeño de los números descomponibles de dos maneras diferentes en suma de dos potencias a la cuarta

Calculista mental o calculista ultrarrápido es un término utilizado para describir a una persona con una habilidad prodigiosa en alguna tarea relacionada con el cálculo mental (como sumar, restar, multiplicar o dividir números grandes). La mayoría de los casos apuntan a que se trata de un don innato, aunque algunos calculistas han manifestado que han incrementado sus capacidades mediante el adiestramiento nemotécnico. Puede ser una habilidad aislada (presente en personas con otras capacidades cognitivas limitadas, como Jedediah Buxton (1707-1772), muy posiblemente autista) o estar ligada a una considerable inteligencia general (como Alexander Aitken (1895-1967), un brillante matemático). Es una capacidad muy llamativa que no poseen demasiadas personas, hasta el punto de que desde el siglo XIX algunos calculistas se convirtieron en atracciones de feria. En la actualidad, esta capacidad ha dado origen a un deporte mental, disputándose regularmente campeonatos oficialmente organizados.

## Fisiología

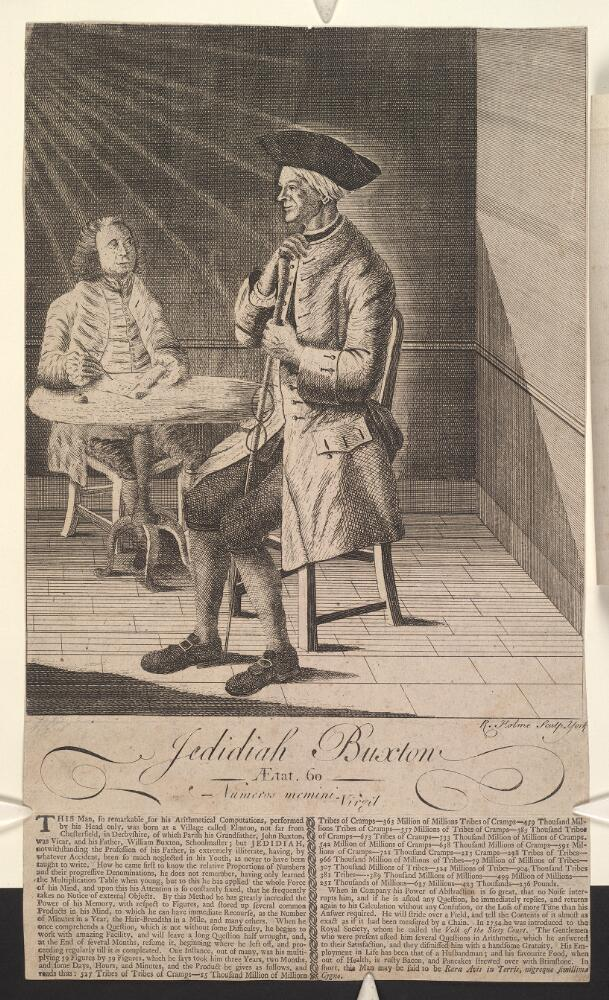
Jedediah Buxton, (un campesino inglés del siglo XVIII extraordinariamente dotado para operar con grandes números, pero incapaz de escribir), uno de los primeros sabios autistas bien documentados

Las causas concretas que provocan que determinadas personas desarrollen habilidades numéricas especiales, todavía no están del todo claras. Se sabe que se presentan con mayor frecuencia entre personas diagnosticadas con algún tipo de trastornos del espectro autista (hasta entre un 10% y un 16% de ellas), y muy especialmente en aquellas que presentan el síndrome de Asperger.
Al parecer, la aparición de este tipo de capacidades puede estar propiciada por una expansión del hemisferio cerebral derecho asociada con alguna causa que provoque un menor desarrollo del hemisferio izquierdo. De hecho, el psicólogo Win Van der Brink informó en 1980 de un caso de un niño de 9 años con una herida en la cabeza que le afectó al habla. Tras el accidente, fue incrementando sorprendentemente sus habilidades numéricas. Del mismo modo, en pacientes preseniles se han observado casos en los que determinados procesos de demencia están asociados con la aparición de facultades para el cálculo. Otra hipótesis, formulada por Geschwind y Galaburda, sugiere que el sobredesarrollo prenatal del hemisferio cerebral derecho en fetos masculinos, podría estar provocado por el efecto de su propia testosterona, lo que también podría explicar en parte la menor incidencia de este tipo de fenómenos en las mujeres.
Según la Organización Mundial de la Salud, aproximadamente uno de cada 160 niños puede sufrir algún tipo de trastorno del espectro autista. Por otro lado, se sabe que aproximadamente un 20% de estos niños presentan hipercalculia, normalmente asociada con otros trastornos que impiden que sus potenciales capacidades numéricas lleguen a alcanzar su máxima expresión. Además, se sabe que cerca del 80% de personas diagnosticadas de autismo, sufren algún tipo de retraso mental. Operando estos tres factores (160/0,2/0,2 = 4000), se puede estimar que como máximo, una de cada 4000 personas podría estar potencialmente "superdotada" para el cálculo de grandes números debido a la presencia de algún trastorno autista. Esta cifra presenta un orden de magnitud comparable al de la prevalencia del síndrome de Asperger, estimada entre uno de cada 33.000 y uno de cada 1200 nacimientos.
Por otro lado, la mayoría de los estudios indican una mayor presencia de este tipo de afecciones entre los varones que entre las hembras (hasta hace no mucho, se consideraba de 4,5 a 1, aunque la ampliación del concepto clínico de autismo ha hecho variar esta cifra a la baja), lo que a su vez repercutiría en la menor proporción de mujeres con habilidades singulares en el cálculo de grandes cifras.
En cualquier caso, tanto los datos históricos como los actuales, indican que la capacidad de manejar grandes cifras es extraordinariamente rara.
En 2005, un grupo de investigadores dirigido por Michael W. O'Boyle, un psicólogo estadounidense que trabajó en Australia y después en la Universidad Técnica de Texas, utilizó el escaneo de imagen por resonancia magnética de la hemodinámica durante la operación mental en prodigios matemáticos, y observó aumentos en el flujo sanguíneo dirigido a partes del cerebro responsables de las operaciones matemáticas durante una tarea de cálculo mental, mayores que los incrementos habituales.

## Historia

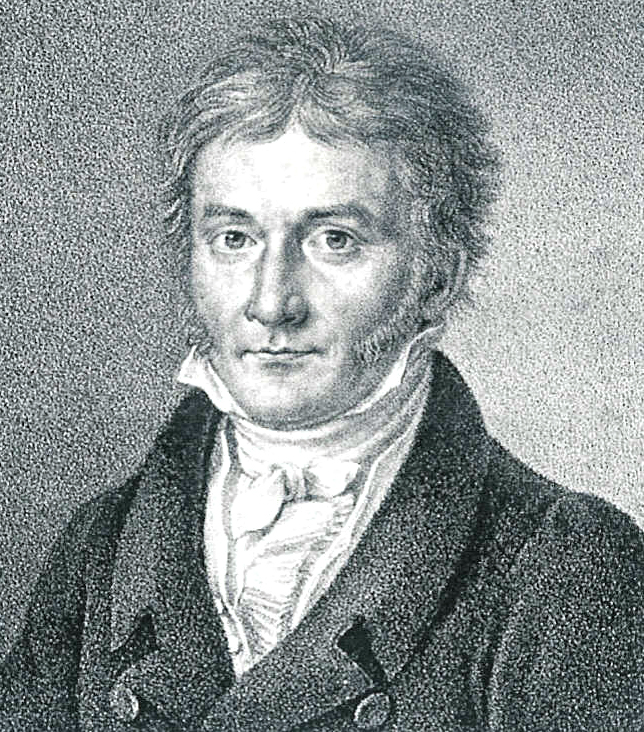
Carl Friedrich Gauss. Se dice que con tan solo 3 años de edad, le indicó a su padre un error en las cuentas que estaba realizando

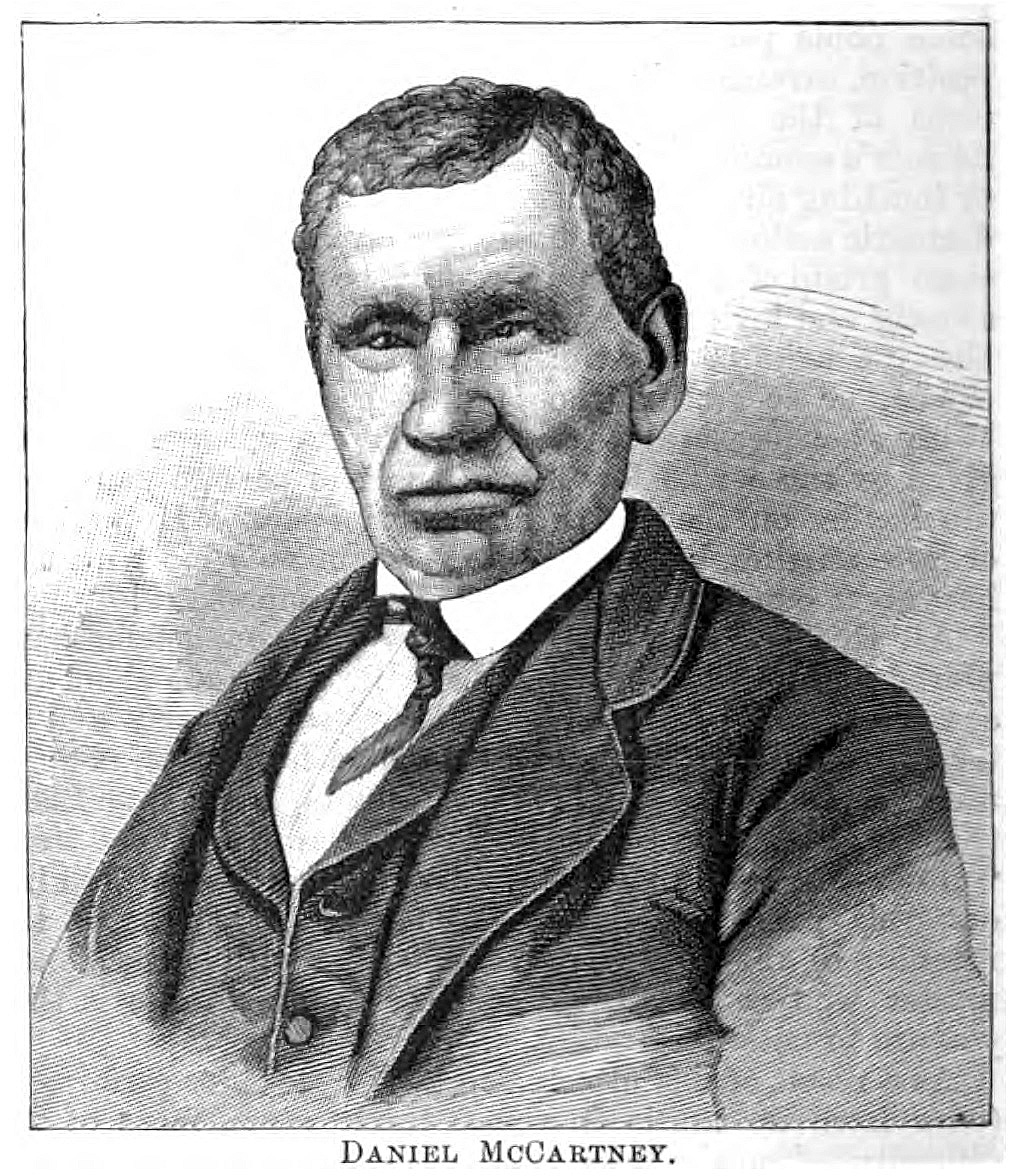
Daniel McCartney: un llamativo caso de un invidente con hipermnesia y una formidable habilidad numérica

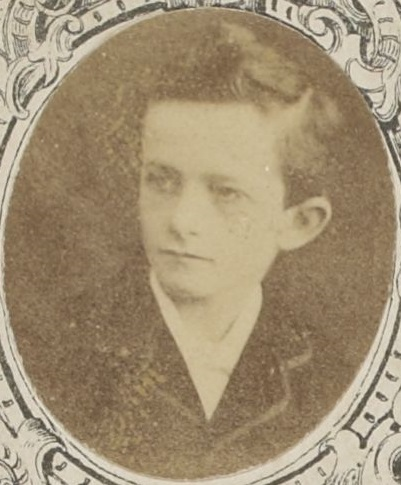
Jacques Inaudi de niño. Se convertiría en un brillante hombre espectáculo gracias a su prodigiosa habilidad para operar grandes números

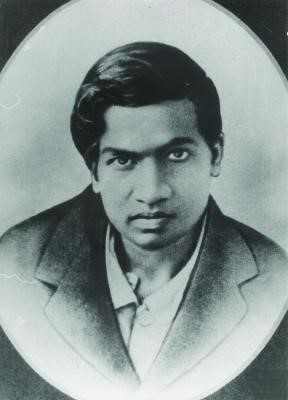
El matemático indio Ramanujan. La historia de cómo descubrió el número de Hardy-Ramanujan;, da una idea de sus capacidades como calculista

Aunque en todas las grandes civilizaciones antiguas (desde Egipto hasta China, pasando por Mesopotamia y la India) se manejaron operaciones numéricas con asiduidad, las primeras referencias documentales que pueden considerarse noticias de personas concretas posiblemente dotadas con una capacidad extraordinaria para manejar grandes cifras con facilidad, proceden del mundo grecorromano. En este sentido, se pueden citar grandes matemáticos como Arquímedes (287-212 a.d. C.) y Diofanto (200-284), cuyas obras demuestran sin lugar a dudas su capacidad para manejar cifras enormes, aunque no ha quedado constancia de la velocidad con la que podían hacerlo. En el caso de Arquímedes, son célebres su cálculo de la aproximación de pi mediante dos polígonos de 96 lados, así como su obra conocida como el Arenario, en la que ideó un sistema de grandes números para calcular la cantidad de granos de arena que podrían caber en el universo. Por su parte, Diofanto propuso y resolvió numerosos problemas relacionados con números enteros y sus potencias, entre los que se puede citar su descomposición del número 10 como suma de tres fracciones compuestas por numeradores y denominadores todos ellos cuadrados enteros (10 = 1745041/505521 + 1651225/505521 + 1658944/505521). Además, en este periodo histórico todavía no se utilizaba el sistema de cifras posicional moderno, lo que seguramente complicó la consecución de estos logros aritméticos.
La caída del Imperio Romano supuso un declive en occidente del progreso general de las matemáticas, que sin embargo siguieron prosperando en la India y en el mundo árabe, con figuras como el indio Brahmagupta (590-665) o el árabe Al-Juarismi (780-846), que como en el caso de los matemáticos clásicos grecorromanos, a juzgar por sus trabajos, posiblemente debieron de poseer una habilidad innata para manejar grandes cifras. Baste citar un problema clásico solucionado por Brahmagupta, que implica manejar grandes cifras: 61x² + 1 = y²; cuya menor solución entera es x = 226153980, y = 1766319049.
A partir del siglo XVII es cuando empiezan a tenerse referencias bien documentadas sobre personas excepcionalmente dotadas para manejar grandes números. Uno de los primeros ejemplos notables es el matemático inglés John Wallis (1616-1703), que ya desde su infancia mostró su habilidad como calculista, lo que le valió para adquirir fama como criptógrafo al ser capaz de descodificar un trascendental mensaje cifrado durante la Guerra Civil entre los realistas y los parlamentarios.
Durante el siglo XVIII se pueden citar tres casos que ilustran la imprevisible distribución de la aparición de la capacidad de manejar grandes cifras en todo tipo de personas, independientemente de su extracción social. Por un lado, se puede citar a Leonhard Euler (1707-1783) (uno de los matemáticos más brillantes de la historia, capaz por ejemplo de comprobar que el número de Fermat 232 + 1 = 42949672972 es divisible por 641) y por otro a Jedediah Buxton (1707-1772) (un granjero inglés posiblemente autista) y a Thomas Fuller (1710-1790) (un esclavo de Virginia), todos ellos dotados con una prodigiosa capacidad numérica.
En el siglo XIX aparecen físicos y matemáticos de primerísima fila (como Ampère (1775-1836), Gauss (1777-1855), Hamilton (1805-1865) o Riemann (1826-1866); casi todos niños prodigio), junto con otros tipos de personas que pudieron sacar provecho de sus habilidades numéricas en sus empleos (como el ingeniero británico George Parker Bidder (1806-1878), el astrónomo estadounidense Truman Henry Safford (1836-1901) o el astrónomo alemán Johann Zacharias Dase (1824-1861)). Un caso especial es el de Zerah Colburn (1804-1840), uno de los primeros en convertir su habilidad en el centro de un espectáculo. Curiosamente, Colburn y Hamilton compitieron en una exhibición pública organizada en Dublín en 1813, cuando el primero tenía 9 años de edad y el segundo 8. Como resultado de su derrota, Hamilton dedicó menos tiempo a estudiar idiomas y más tiempo a las matemáticas. Otro caso especial es el del estadounidense Daniel McCartney (1817-1887), que además de un prodigio del cálculo, era invidente. 
Esta tendencia se vería repetida de alguna manera durante el siglo XX, en el que se pueden citar a destacados científicos (como el matemático indio Srinivasa Ramanujan (1887-1920), el estadístico escocés Alexander Aitken (1895-1967) o el físico estadounidense de origen Húngaro John von Neumann (1903-1957), todos ellos célebres por su habilidad con el manejo mental de grandes cifras); junto con otras personas que hicieron de su capacidad de cálculo un medio de vida (como el italiano Jacques Inaudi (1867-1950), el estadounidense Arthur F. Griffith (1880-1911), el polaco Salo Finkelstein (1896-c 1950), el neerlandés Willem Klein (1912-1986) o el también estadounidense Willis Dysart (1923-2011)). Algunos de ellos, como Inaudi y Dysart, se hicieron famosos a través de sus espectáculos, mientras que otros no pudieron canalizar adecuadamente en sus profesiones sus capacidades numéricas. El austríaco Hans Eberstark (1929-2001) aunó a su habilidad con los números su facilidad para aprender idiomas; la india Shakuntala Devi (1929-2013) es una de las pocas mujeres que ha destacado en este campo; mientras que lo último que se sabe del ruso Ígor Shelushkov (1946-?) es que había sido internado en un sanatorio psiquiátrico.
En España, se puede citar el caso del ingeniero de caminos Ramón Gras Vidal, que durante la década de 1970 asombraba a sus compañeros de carrera por su facilidad para manejar mentalmente grandes números.
Las calculadoras mentales tenían una gran demanda en los centros de investigación como la Organización Europea para la Investigación Nuclear antes de la llegada de las modernas calculadoras electrónicas y computadoras, aunque la inmensa mayoría de las personas dedicadas a esta actividad no podían calificarse como calculistas mentales propiamente dichos, sino más bien como calculadoras humanas. Véase, por ejemplo, el libro de Steven B. Smith de 1983 "The Great Mental Calculators" o el libro de 2016 "Hidden Figures: The American Dream and the Untold Story of the Black Women Who Helped Win the Space Race" y Hidden Figures, la película producida a partir del libro.
Como ya se ha señalado, la generalización del uso de los ordenadores ha mermado en gran parte la fascinación que llegaron a suscitar entre el gran público los calculistas mentales, y la exhibición de sus capacidades ha pasado a canalizarse a través de la consecución de récords y de la disputa de competiciones deportivas. La Copa del Mundo de Cálculo Mental invita a competir a los mejores calculistas mentales del mundo cada dos años. El 30 de septiembre de 2018, el japonés Tomohiro Iseda, de 15 años, sucedió al japonés Yuki Kimura, de 27 años, como actual campeón mundial (2018-2020). Tomohiro Iseda es el tercer japonés en ganar la Copa, después de Naofumi Ogasawara (2012) y Yuki Kimura (2016). Shakuntala Devi de India se menciona a menudo en el Libro Guinness de los récords. Neelakantha Bhanu Prakash de la India se cita en el Libro Limca de los récords por superar la velocidad de una calculadora. El tamil indomalasio, Yaashwin Sarawanan, fue el subcampeón en 2019 del programa de televisión Asia's Got Talent.
- Algunos calculistas mentales históricos destacados:

- Aitken, Alexander Craig (1895-1967)[19]
- Ampère, André-Marie (1775-1836)
- Bidder, George Parker (1806-1878)
- Buxton, Jedediah (1707-1772)
- Colburn, Zerah (1804-1840)
- Dase, Johann Zacharias (1824-1861)
- Devi, Shakuntala (1929-2013)
- Dysart, Willis (también conocido como Willie el Mago) (1923-2011)
- Eberstark, Hans (1929-2001)
- Erdős, Paul (1913-1996)
- Euler, Leonhard (1707-1783)
- Finkelstein, Salo (1896-c 1950)
- Fuller, Thomas (1710-1790)
- Gauss, Carl Friedrich (1777-1855)
- Griffith, Arthur F. (1880-1911)
- Hamilton, William Rowan (1805-1865)
- Inaudi, Jacques (1867-1950)
- Klein, Wim (1912-1986) (también conocido como Willem Klein)[20]
- Law, John (1671-1729)
- McCartney, Daniel (1817-1887)
- Mondeux, Henri (1826-1861)
- Neumann, John von (1903-1957)
- Ramanujan, Srinivasa (1887-1920)
- Riemann, Bernhard (1826-1866)
- Safford, Truman Henry (1836-1901)
- Shelushkov, Ígor (1946-?)
- Wallis, John (1616-1703)

## Campeonatos de calculistas mentales
Cada dos años, se invita a las mejores calculadoras mentales del mundo a participar en la Copa del Mundo de Cálculo Mental, una competición internacional que intenta encontrar el mejor calculista mental del mundo y también el mejor en tipos específicos de cálculo mental, como la multiplicación o el cálculo del calendario. Los tres primeros puestos finales de cada una de las copas del mundo que se han organizado hasta la fecha se muestran a continuación.

### Copa del Mundo de Cálculo Mental
| Edición                            | 1º                  | 2º                  | 3º                           |
| ---------------------------------- | ------------------- | ------------------- | ---------------------------- |
| 2004 Edición 1 (Annaberg-Buchholz) | Robert Fountain     | Jan van Koningsveld | Alberto Coto García          |
| 2006 Edición 2 (Gießen)            | Robert Fountain     | Jan van Koningsveld | Gert Mittring                |
| 2008 Edición 3 (Leipzig)           | Alberto Coto García | Jan van Koningsveld | Jorge Arturo Mendoza Huertas |
| 2010 Edición 4 (Magdeburgo)        | Priyanshi Somani    | Marc Jornet Sanz    | Alberto Coto García          |
| 2012 Edición 5 (Gießen)            | Naofumi Ogasawara   | Hua Wei Chan        | Jan van Koningsveld          |
| 2014 Edición 6 (Dresde)            | Granth Thakkar      | Marc Jornet Sanz    | Chie Ishikawa                |
| 2016 Edición 7 (Bielefeld)         | Yuki Kimura         | Tetsuya Ono         | Lee Jeonghee                 |
| 2018 Edición 8 (Wolfsburgo)        | Tomohiro Iseda      | Hiroto Ihara        | Wenzel Grüß                  |

### Olimpiada de Deportes Mentales
La Olimpiada de Deportes Mentales se ha organizado anualmente desde 1998. Los ganadores de la Medalla de Oro de Cálculo Mental figuran en la tabla siguiente: 
| 1998 | Robert Fountain                        |
| 1999 | George Lane                            |
| 2000 | Robert Fountain                        |
| 2001 | John Rickard                           |
| 2002 | George Lane                            |
| 2003 | George Lane                            |
| 2004 | Gert Mittring                          |
| 2005 | Gert Mittring                          |
| 2006 | Gert Mittring                          |
| 2007 | Gert Mittring                          |
| 2008 | George Lane                            |
| 2009 | Gert Mittring                          |
| 2010 | Gert Mittring                          |
| 2011 | Gert Mittring                          |
| 2012 | Gert Mittring                          |
| 2013 | George Lane                            |
| 2014 | Gert Mittring                          |
| 2015 | Gert Mittring                          |
| 2016 | Chris Bryant                           |
| 2017 | Chris Bryant                           |
| 2018 | Wenzel Grüß                            |
| 2019 | Wenzel Grüß                            |
| 2020 | Neelakantha Bhanu Prakash Jonnalagadda |

La Organización de Deportes Mentales reconoce a cinco grandes maestros del cálculo mental: Robert Fountain (1999), George Lane (2001), Gert Mittring (2005), Chris Bryant (2017) y Wenzel Grüß (2019), y un maestro internacional, Andy Robertshaw (2008).

## Calculadoras mentales en la ficción

### Dune
- En la novela Dune de  Frank Herbert, las calculadoras mentales especialmente entrenadas conocidas como mentat han reemplazado por completo a las computadoras mecánicas. Varios personajes secundarios importantes de la novela, como Piter De Vries y Thufir Hawat, son mentats. Paul Atreides había sido formado como uno de ellos sin su conocimiento. Sin embargo, no estaban especializados en cálculos matemáticos, sino en el recuerdo total de muchos tipos diferentes de datos. Eran valorados por su capacidad como seres humanos para almacenar datos, porque las "máquinas pensantes" estaban prohibidas.

### Matilda
- En la novela de Roald Dahl Matilda, se representa al personaje principal con habilidades de cálculo excepcionales, mientras determina mentalmente las ganancias de su padre. Durante la clase (es una estudiante de primer año de escuela primaria), resuelve problemas de multiplicación de números grandes en su cabeza casi al instante.

### Otros
- En la película de 1988 Rain Man, Raymond Babbitt, que padece el síndrome del sabio, puede calcular mentalmente grandes números, entre otras habilidades.
- Andrew Jackson "Slipstick" Libby es un prodigio calculador en la historia de ciencia ficción de Robert A. Heinlein Los hijos de Matusalén.
- En el drama legal de USA Network Suits, se le pide al personaje principal, Mike Ross, que multiplique números considerablemente grandes en su cabeza para impresionar a dos chicas, y posteriormente lo hace.
- En la novela de Haruki Murakami El fin del mundo y un despiadado país de las maravillas, una clase de calculadoras mentales conocidas como Calcutecs realizan procesos de criptografía en una parte sellada de sus cerebros, a cuyos resultados no pueden acceder desde su conciencia normal en vigilia.
- En el programa de televisión de Fox Malcolm in the Middle, Malcolm Wilkerson muestra asombrosas hazañas de cálculo mental automático, lo que le hace temer que su familia lo vea como un "bicho raro" y hace que su hermano pregunte: "¿Es Malcolm un robot?".
- En la película de 1991 "Little Man Tate", Fred Tate pronuncia la respuesta durante un concurso de cálculo mental que está presenciando.
- En la comedia de situación de NBC TV de la década de 1990, NewsRadio, la reportera/productora Lisa Miller puede calcular mentalmente a voluntad productos, cocientes y raíces cuadradas sin esfuerzo y casi instantáneamente.
- En la película de intriga de ciencia ficción de 1997 Cube, uno de los prisioneros, Kazan, parece tener una discapacidad mental, pero se revela más adelante en la película como un sabio autista capaz de calcular factores primos mentalmente.
- En la película de 1998  Pi de Darren Aronofsky, un niño pequeño con una calculadora le pide a Maximillian Cohen que haga grandes multiplicaciones y divisiones en su cabeza, lo que rápidamente hace correctamente.
- En la película de 1998 Mercury Rising, un niño de 9 años con el síndrome del sabio que posee habilidades matemáticas prodigiosas, descifra un código gubernamental de información clasificada.
- En la película de 2006 Más extraño que la ficción, el personaje principal, Harold Crick, es capaz de realizar operaciones aritméticas rápidas a petición de sus compañeros de trabajo.
- En la película de animación japonesa de 2009 Summer Wars, el personaje principal, el genio matemático Kenji Koiso, es capaz de descifrar mentalmente códigos de encriptación puramente matemáticos generados por el sistema de seguridad del mundo virtual OZ. También puede calcular el día de la semana de cualquier fecha con gran facilidad.
- En otro programa de televisión de Fox, Fringe, en el tercer episodio de la tercera temporada, Olivia y sus compañeros miembros de la División Fringe se encuentran con un individuo con un deterioro cognitivo severo al que se le han administrado nootrópicos experimentales, y como resultado, se ha convertido en un genio matemático. El individuo es capaz de calcular cientos de ecuaciones simultáneamente, que aprovecha para evitar regresar a su estado original de deterioro cognitivo.
- En la película de 2012 Safe, una niña genio de las matemáticas es secuestrada para ser utilizada por la Triada China.
- En la novela de ciencia ficción de 2014 Double Bill de S. Ayoade, Devi Singh, una calculadora mental, es uno de los 70 niños afortunados que ganan un viaje a la luna.
- En la película de 2016 The Accountant, un autista de alta capacidad de cálculo rastrea los engaños financieros internos de numerosas organizaciones criminales.
- En la película de 2017 Un don excepcional, una niña de siete años de gran talento intelectual, Mary Adler, se convierte en el tema de una batalla por la custodia entre su tío y su abuela.
- En 2020, se estrenó la película Shakuntala Devi sobre la vida de la calculista mental, escritora y astróloga india Shakuntala Devi.